# HLA-A1

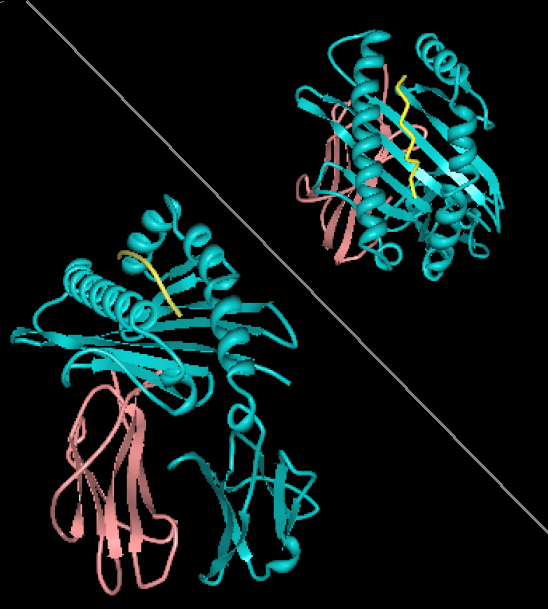

HLA-A1 هو نمط مصلي من مستضد الكريات البيضاء البشرية-أ.